# Dos Hermanas (Almería)
El Dos Hermanas es un pico de la Sierra de Gádor, en el sur de la provincia de Almería (España). Tiene una altitud de 1996 m s. n. m. y su silueta es reconocible desde cualquier punto del Campo de Dalías. Administrativamente, se encuentra en el término municipal de Dalías.

## Descripción
Es uno de los picos principales más al sur de la sierra, a tan sólo unos 10 km al norte de la ciudad de El Ejido y 20 km del Mar Mediterráneo. Un desnivel pronunciado separa este pico del Campo de Dalías. Por ello, la cima conforma un balcón natural con vistas a la mayor parte la comarca del Poniente.
La actividad más notable es la práctica de senderismo, carrera de senderos y otros deportes de montaña. El vecino pico del Nuevo Mundo es accesible y frecuentado por ciclistas.

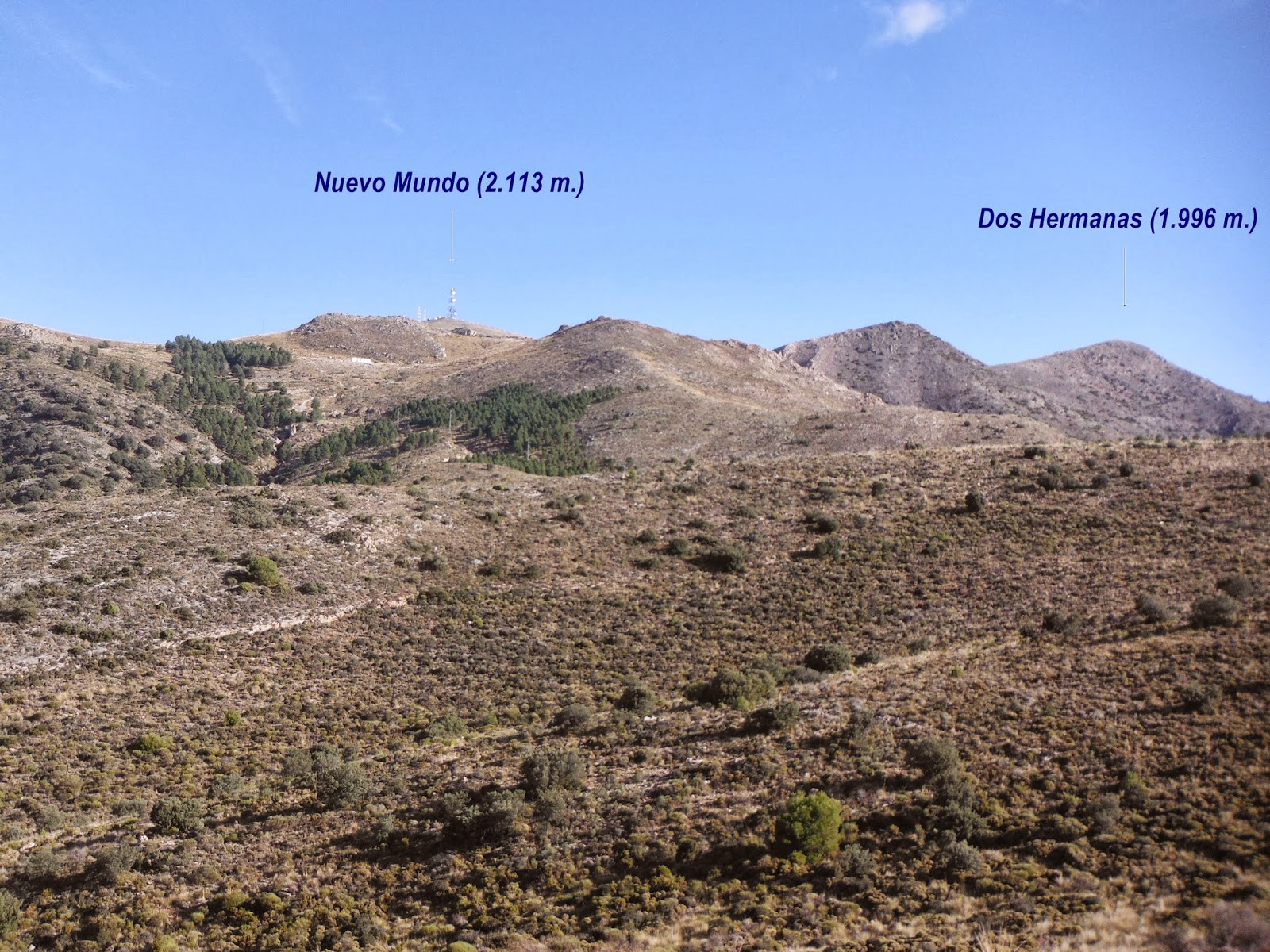
Pico Nuevo Mundo a la izquierda y Dos Hermanas a la derecha